# Porcelana (album)
Porcelana – czwarty studyjny album Kasi Klich.

## Lista piosenek
1. "Cyrk"
2. "In Flagranti"
3. "Łoś"
4. "Ciche dni"
5. "Tokio"
6. "Verona"
7. "Londyn"
8. "Porcelana"
9. "Serotonina"
10. "Czekolada"
11. "Wish"